# Unia Zielonogórska

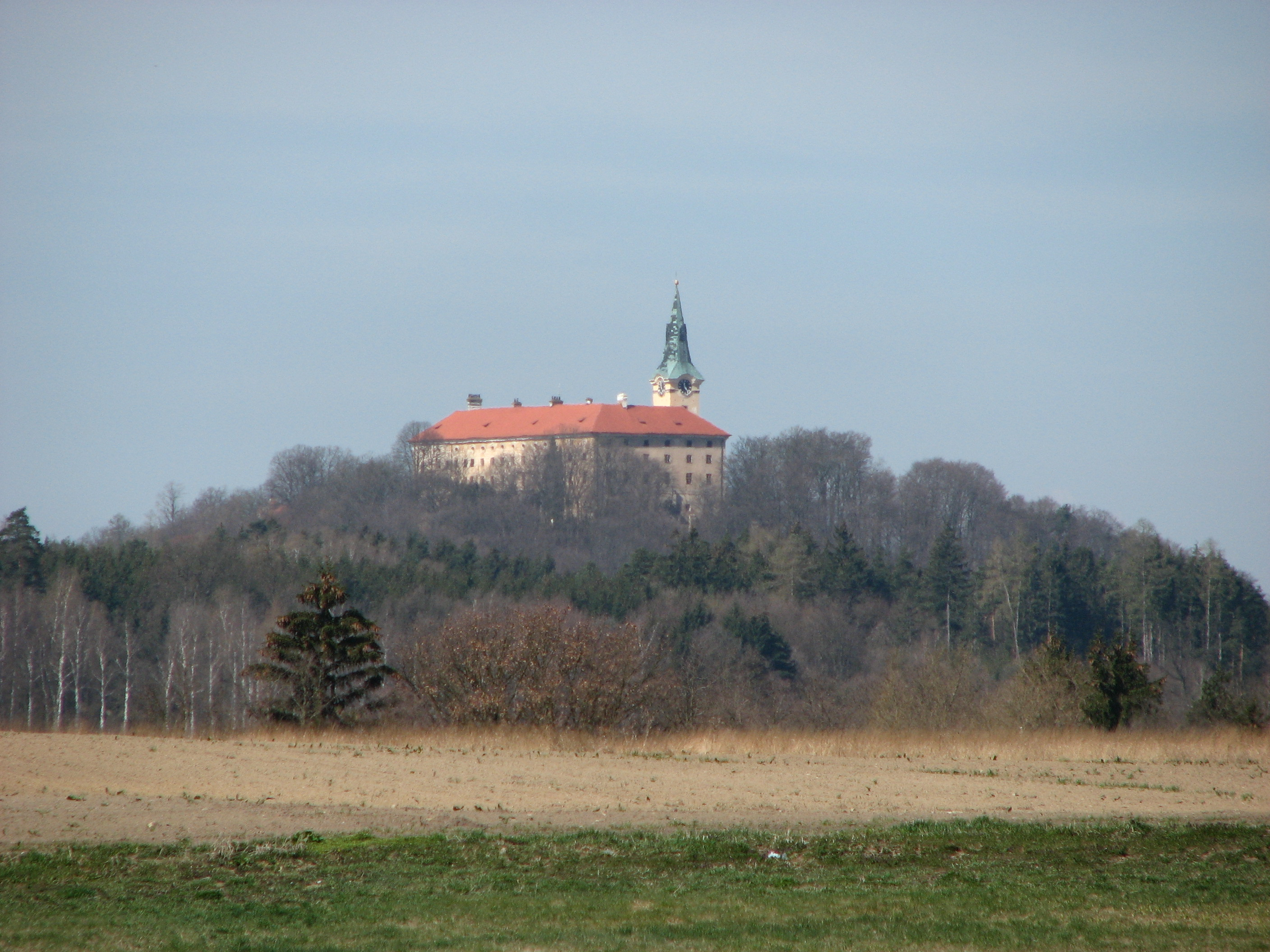
Zamek na Zielonej Górze, miejsce zawiązania związku antyhusyckiego

Unia Zielonogórska (niem. Grünberger Allianz, cz. Jednota zelenohorská) — związek katolickiej szlachty czeskiej zawiązany na zamku Zelená Hora w południowo-zachodnich Czechach przeciwko rządom husyckiego króla Jerzego z Podiebradów. Istniał w latach 1465–1471.

## Historia
W dniu 28 listopada 1465 roku z inicjatywy Zdenka ze Śternberka doszło w tzw. „czarnej komnacie” zamku zielonogórskego do zjazdu 16 magnatów katolickich. Sformułowano wówczas dokument, który oskarżał króla o łamanie praw a w szczególności o sprzyjanie utrakwistycznej szlachcie i miastom kosztem katolików. Uczestnikami związku byli:
- Zdenek ze Śternberka – hetman królestwa – z synami Jarosławem i Janem,
- Jodok z Rożemberka – biskup wrocławski,
- Jan II z Rożemberka – szambelan królewski, rządca Śląska,
- Jan Zajíc z Hasenburga,
- Ulrich von Hasenburg,
- Bohuslav Młodszy ze Śvamberka,
- Wilhelm I von Ileburg,
- Heinrich II von Plauen,
- Heinrich III von Plauen,
- Diepold von Riesenberg,
- Heinrich von Neuhaus,
- Burian I von Guttenstein,
- Linhart von Guttenstein
- Dobrohoszcz z Ronspergu.

Początkowo związek bezowocnie zabiegał o przyjęcie czeskiej korony przez króla Polski, Kazimierza Jagiellończyka.
Wkrótce papież Paweł II ogłosił króla Jerzego z Podiebradów heretykiem i wezwał go przed trybunał papieski, a gdy ten się nie stawił, ekskomunikował go 23 grudnia 1466 roku wymawiając koronę Czech i zakazując katolickim poddanym posłuszeństwa wobec władcy. 14 kwietnia 1467 członkowie związku ponownie zebrani na zamku zielonogórskim zawarli układ o wzajemnej pomocy z cesarzem Fryderykiem III. 20 kwietnia 1467 papież ogłosił Zdenka ze Śternberka przywódcą krucjaty przeciw husyckiemu królowi. Jerzy wydał wojnę sprzymierzonym i nakazał zająć posiadłości Zdenka za zakłócenie pokoju wewnętrznego. Walki rozpoczęły się 23 kwietnia 1467.
Do konfederacji dołączyły miasta Pilzno i Wrocław, Łużyce, kilka miast morawskich i pod presją papieża biskup Ołomuńca, Protazy. Na obradach sejmu Rzeszy w Norymberdze posłowie Unii zabiegali o wojskowe wsparcie ze strony książąt niemieckich. Jedynie książę bawarski, Ludwik IX Bogaty wysłał wojska do Czech. Bawarski oddziały zniszczyły graniczny zamek Pajrek, ale 22 września 1467 zostały rozbite w bitwie opodal pobliskiego miasta Nýrsko. Skłoniło to Jana z Rożemberka do opuszczenia koalicji katolickiej i przejścia do obozu królewskiego. Po odrzuceniu korony Czech przez Karola Zuchwałego z Burgundii oraz Fryderyka II z Brandenburgii konfederaci zaoferowali koronę Maciejowi Korwinowi, królowi Węgier a jednocześnie zięciowi Jerzego. 31 marca 1468 roku Korwin rozpoczął działania przeciwko królowi Czech zajmując Třebíče, Ołomuniec i Brno wraz z częścią Moraw. Jednakże podczas marszu w kierunku Kutnej Hory 28 lutego 1469 został otoczony w okolicach Vilémova przez siły Jerzego. Korwin w rozmowie z teściem w Ùhrowie przystał zobowiązał się zaniechać działań przeciw Podiebradowi oraz pośredniczyć między królem a papieżem. W czasie następnego spotkania w miejscowości Uhelná Příbram przyrzekł także wycofać wojska z Czech.
Wkrótce jednak Korwin złamał słowo. 3 maja 1469 został okrzyknięty antykrólem przez przedstawicieli Unii Zielonogórskiej w Ołomuńcu. Kolejne uznały go za króla księstwa śląskie. 5 czerwca 1469 roku Podiebrad zrezygnował z zabiegania o dziedziczenie tronu i przeforsował na sejmie królestwa czeskiego wybór na przyszłego króla Czech Władysława II, syna Kazimierza IV Jagiellończyka. Jerzy kontrolował wówczas Czechy właściwe i Hrabstwo Kłodzkie, podczas gdy tzw. ziemie poboczne, Śląsk, Morawy i Łużyce znajdowały się pod kontrolą Korwina i sojuszników.
W 1470 roku Korwin wyruszył na Kutną Horę i Kolín, ale walki nie przyniosły rozstrzygnięcia i strony rozpoczęły pertraktacje, które przerwała śmierć Jerzego 22 marca 1471 roku. Opróżnienie tronu praskiego wykorzystał inny zięć Podiebrada, książę saski Albrecht Odważny na krótko zajmując stolicę 24 kwietnia 1471 roku. 27 maja 1471 roku czeski sejm w Kutnej Horze potwierdził jednak wybór królewicza Władysława na króla Czech, po tym jak Albrecht oficjalnie wycofał przed nim swą kandydaturę.
Korwin nie rezygnował i żądał od papieża rekompensaty za walkę toczoną z husytami. Przy wsparciu sprzymierzonych, biskupa Ołomuńca, miast Czeskie Budziejowice i Pilzno został ukoronowany w Igławie 28 maja 1471 na króla Czech przez legata papieskiego Roverella jednak bez insygniów koronacyjnych, które pozostawały w gestii zwolenników Władysława. 22 sierpnia 1471 roku Władysław został koronowany Koroną św. Wacława w Pradze.
Unia Zielonogórska nie przetrwała śmierci Jerzego z Podiebradów. Choć konflikt o koronę trwał jeszcze do 1479 roku, kiedy Korwin i Jagiellończyk uznali wzajemnie swe tytuły królewskie, uzgodnili zasady dziedziczenia tronu zawierając pokój w Ołomuńcu.